# Кончино Кончини
Кончино Кончини (на италиански: Concino Concini, на френски: Conchine; около 1575 година, Флоренция – 24 април 1617 година, Париж) е италиански политик, фактически главен министър на крал Луи XIII като фаворит на регентката кралицата майка Мария Медичи, носещ титлите граф дьо Пена, барон дьо Лесини и маркиз д'Анкър. След смъртта на френския крал Анри IV през 1610 година Кончини става най-влиятелният човек във Франция в продължение на седем години.
Благородник, син на флорентински нотариус, Кончини съпровожда Мария Медичи във Франция, където се жени за нейната млечна сестра и придворна дама Леонора Дори, известна още като Галигаѝ (Galigaï). Благодарение на влиянието на съпругата си Кончини печели до такава степен благоволението на кралицата, че кралят на няколко пъти заплашва да го изгони извън пределите на Франция.
След убийството на Анри IV през 1610 година Кончини получава титлата маркиз д'Анкър, назначен е от кралицата за първи камерхер на нейните покои, получава последователно управлението на Амиен и Нормандия, назначен е за губернатор на Перон, Роа и Мондидие, през 1613 година получава жезъла на маршал на Франция, а от 1616 година е главен министър и фактически държи управлението на страната в свои ръце. В началото на своята кариера той протежира бъдещия кардинал Ришельо, който благодарение на Кончини на 25 май 1616 година е назначен на важните постове министър на войната и на външните работи. Скоро обаче си спечелва омразата на аристокрацията, преди всичко на Анри II дьо Бурбон, принц дьо Конде, а също така през април 1616 година влиза в конфликт с канцлера и пазител на печатите Никола Брюлар дьо Силри, в резултат на което на последния са отнети държавните печати (което прави невъзможно изпълняването на задълженията му при пожизненост на длъжността на канцлер), и другите съсловия, както и на младия крал Луи XIII. Със знанието на самия крал неговият фаворит Шарл дьо Люин организира заговор срещу Кончини. Началникът на кралската стража Никола дьо л'Опитал, маркиз – по-късно херцог – дьо Витри, получава заповед в името на краля да арестува Кончини. Когато в утрото на 24 април 1617 година маркиз д'Анкър, съпровождан от 50-60 души, отива в Лувъра, Н. дьо Витри, щом преценява, че маркизът ще се съпротивлява на ареста, застрелва последния на място.
След убийството на Кончини кралицата майка получава нареждането да се оттегли в Блоа, като по този начин е отстранена от управлението на Франция.
Съпругата на Кончини, Леонора Дори, е арестувана, държана под стража в Блоа и обвинена в магьосничество. Тя е обезглавена и тялото ѝ изгорено на клада на площад Грев в Париж на 8 юли същата година.
Синът на Кончини, Анри, роден през 1605 година, напуска Франция, но е убит през 1631 година във Флоренция.
Замъците и цялата собственост на Кончини са конфискувани от крал Луи XIII, като в частност замъкът Лесини и дворецът на улица Турнон в Париж са дадени на Ш. дьо Люин.